# Maria-preta-bate-rabo
Caça-moscas-d'asa-branca ou maria-preta-bate-rabo (Knipolegus aterrimus) é uma espécie de ave da família Tyrannidae.
Pode ser encontrada nos seguintes países: Argentina, Bolívia, Chile, Paraguai, Peru e Uruguai.
Os seus habitats naturais são: regiões subtropicais ou tropicais húmidas de alta altitude, matagal húmido tropical ou subtropical e florestas secundárias altamente degradadas.